# RTOP-404 Hasan Zahirović
RTOP-404 Hasan Zahirović je raketna topovnjača klase Končar izgrađena 1978. za potrebe jugoslavenske ratne mornarice. 
Raspadom SFRJ topovnjača je odvezena u Crnu Goru gdje je služila u mornaricama SR Jugoslavije, Srbije i Crne Gore te naposljetku samostalne Crne Gore. Iz operativne uporabe povučena je 2006. i ponuđena na prodaju.